# Encyclopédie berbère
Encyclopédie berbère (inglês: Berber Encyclopaedia ) é uma enciclopédia em língua francesa que trata de assuntos relacionados aos povos berberes (Imazighen na língua berbere), publicada tanto em edições impressas quanto em uma versão online parcial.
Foi lançado em 1984 sob a égide da UNESCO e foi originalmente publicado pela Editions Edisud. Seu primeiro editor-chefe foi Gabriel Camps. Após sua morte em 2002, ele foi sucedido por Salem Chaker, professor de línguas berberes na Universidade Aix-Marseille.
Até 2013, os volumes 1 a 36 (Oryx - Ozoutae) foram publicados online através do OpenEdition.org. O site online permite que parte da enciclopédia seja visualizada em texto completo e em PDF e oferece uma função de busca por palavras-chave e autores. No entanto, os últimos cinco volumes estão excluídos da edição online, em acordo com a Éditions Peeters, que comercializa os exemplares impressos e já vinha publicando outros estudos berberes. Até 2019, Fasc. XLIII (volume 43) para as entradas (Siga - Syphax) foi publicado.